# Edwards (Chileens geslacht)

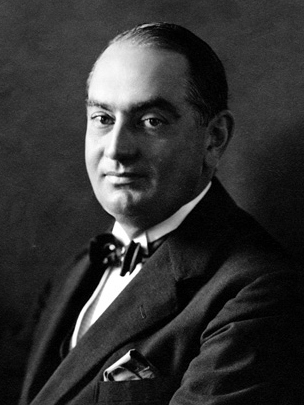
Augustín Edwards Mac-Clure (1878-1941), Chileens zakenman en politicus

Het Chileense geslacht Edwards is van Welshe origine. Aan het begin van de negentiende eeuw vestigde de zeeman George Edwards Brown (1780-1848), afkomstig uit Londen, zich in Valparaíso, Chili. Hij verwierf zich een redelijk kapitaal als dokter, investeerder en geldschieter en tijdens de Chileense Onafhankelijkheidsoorlog koos hij de zijde van de onafhankelijkheidsstrijders door hen de financieren. George ("Jorge") Edwards was getrouwd met 1) 1807 met Isabel Ossandón Iribarren (†1830) en 2) 1834 met Ventura Argandoña Subercaseaux. Uit zijn eerste huwelijk kwamen acht kinderen voort en uit zijn tweede huwelijk werden ook kinderen geboren.
1. George ("Jorge") Edwards Brown (1780-1848), zakenman (investeerder, geldschieter)
  1. Juan Bautista Edwards Ossandón (1811-†onbekend)
    1. Alberto Edwards Argandoña, afgevaardigde
      1. Luis Alberto Edwards (1874-1932), historicus, afgevaardigde

  2. Agustín Edwards Ossandón (1815-1878), zakenman, bankier, afgevaardigde, senator
    1. Agustín Edwards Ross (1852-1897), zakenman, bankier, krantenmagnaat (o.a. uitgever El Mercurio), afgevaardigde, senator, minister
      1. Agustín Edwards Mac-Clure (1878-1941), zakenman, bankier, krantenmagnaat (o.a. uitgever El Mercurio), afgevaardigde, senator, minister, diplomaat (gezant in Londen)
        1. Agustín Edwards Budge (1899-†onbekend), bankier, directeur Banco de A. Edwards
          1. Agustín Edwards Eastman (*1927), zakenman, waarschijnlijk betrokken bij staatsgreep Augusto Pinochet, filantroop
          2. Sonia Edwards Eastman (1930-2003), betrokken bij de uiterst-linkse partij Movimiento de Izquierda Revolucionaria

      2. Raúl Edwards Mac-Clure (1880-1927), afgevaardigde, bankier, directeur Banco de A. Edwards
      3. María Edwards Mac-Clure (1892-1972), Rechtvaardige onder de Volkeren

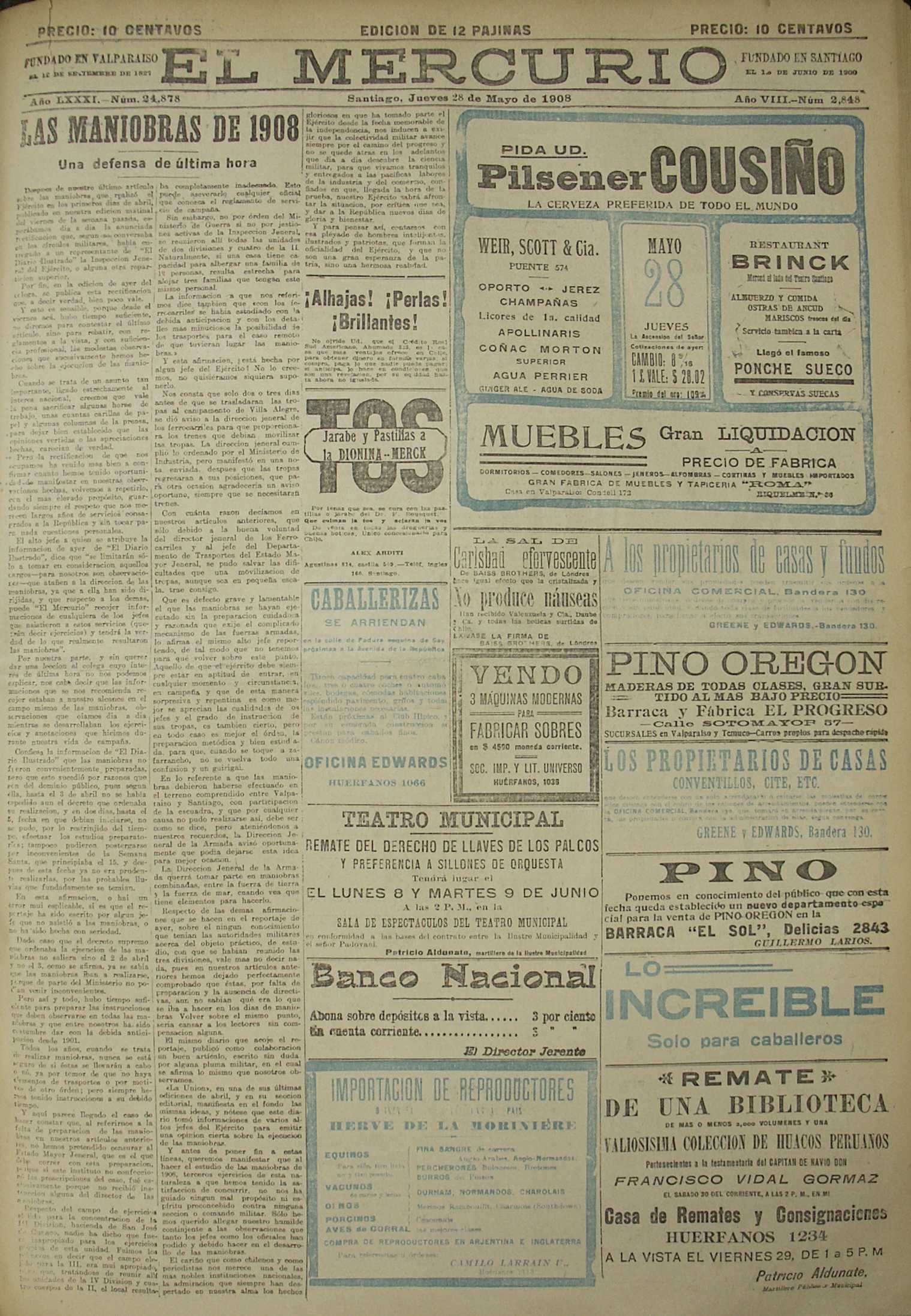
Voorpagina van El Mercurio (Valparaíso) van 28 mei 1908, de oudste krant van Chili, sinds ca. 1880 uitgegeven door de familie Edwards